# ميخائيل بيري (مدرب كرة سلة)
ميخائيل بيري (بالإنجليزية: Michael Perry)‏ هو مدرب كرة سلة أمريكي، ولد في 10 نوفمبر 1958 في أوكسفورد في الولايات المتحدة.